# 明堂河
明堂河是中华人民共和国山东省泰安市东郊的一条河流，北起安家林水库、南至泮河河口，汇入泮河，河道长度为15. 8公里。山东省重点文物保护单位汉明堂遗址位于安家林水库以南，泰山职业技术学院以东的明堂河西岸。
由于河道沿途排污严重，缺乏疏浚管理，明堂河辛泰铁路以北已断流，泰新路以北约100米处有一处拦河坝，拦河坝至辛泰铁路约900米长河道内有河水积存。
泰安市人民政府计划地实施明堂河生态修复工程，主要包括沿河截污纳管，以及河道清淤，河道底泥中的污染物无害化处理。明堂河工程建成后，河道行洪能力达到50年一遇标准，河道水质将达到IV类水质标准。